# Liu Miaomao (director)
Liu Miaomao (xinès simplificat:刘苗苗) guionista i directora de cinema i televisió xinesa. Pertany a la denominada Cinquena Generació de cineastes xinesos.

## Biografia
Liu Miaomao, d'ètnia Hui, va néixer l'any 1962 a Yinchuan, a la Regió Autònoma de Ningxia Hui (Xina) Amb només setze anys va ser l'alumne més jove de la seva promoció a l'Acadèmia de Cinema de Pequín, on va coincidir amb altres futures directores com Hu Mei, Li Shaohong i Peng Xiaoliang.
Al final dels seus estudis, va ser assignada, amb Wu Ziniu, a l'estudi Xiaoxiang (潇湘电影制片厂),de Hunan que era una opció relativament cobejada.
El seu primer treball va ser, l'any 1984, l'edició de la pel·lícula de Teng Wenji "A la platja" (海滩). Després va ser assistent de direcció de la pel·lícula codirigida per Chen Lu (陈鲁) i Pan Xianghe (潘湘鹤) a l'estudi Xiaoxiang: "Behind the Screen" (在银幕后面).
El seu primer llargmetratge el va rodar el 1987, amb un tema sobre sobre un grup de vuit dones pertanyents a l'Exèrcit Roig que va participar en la Llarga Marxa: "Women Soldiers in the Long March" (马蹄声碎). Durant un temps va deixar la direcció de pel·lícules i va fer treballs com a guionista i realitzacions per a la televisió.

## Filmografia
| Any  | Títol anglès                                              | Títol xinès      | Notes                                                                                |
| ---- | --------------------------------------------------------- | ---------------- | ------------------------------------------------------------------------------------ |
| 1985 | Stories of the Voyage                                     | 远洋轶事         |                                                                                      |
| 1986 | The Boxer                                                 | 拳击手           |                                                                                      |
| 1987 | Broken Horse's Hoofs (Women Soldiers in the Long March)   | 马蹄声碎         | Premi al 11è Festival de Cinema Torí                                                 |
| 1988 | Ocean Anecdote                                            | 拳击手           |                                                                                      |
| 1992 | The Miscellaneous Mouth (Chatterbox) (An Innocnt Babbler) | 杂嘴子           | Medalla d'ôr del President del Senat al 50è Festival Internacional de Cinema Venècia |
| 1994 | Family Ugly (Family Scandal) (Family Feud)                | 家丑             |                                                                                      |
| 1996 | Family Matters                                            | 家事             |                                                                                      |
| 2000 | Life and Death                                            | 生死相依         |                                                                                      |
| 2000 | Cloth Tiger                                               | 布老虎           |                                                                                      |
| 2000 | Winter is not cold with you                               | 有你的冬天不冷   |                                                                                      |
| 2000 | Woman in Black Landscape                                  | 黑色风景里的女人 |                                                                                      |
| 2005 | The Mountain is Silent                                    | 大山无言         |                                                                                      |
| 2005 | Saving Emma                                               | 拯救艾玛         |                                                                                      |
| 2006 | Kiss Baby                                                 | 夜深人静         |                                                                                      |
| 2006 | Silence in the Night                                      | 亲亲宝贝         | Sèrie TV                                                                             |
| 2008 | Oda Enters the City                                       | 小田进城         |                                                                                      |
| 2013 | Butterfly Love                                            | 蝶之恋           |                                                                                      |
| 2018 | Red Flowers and Green Leaves                              | 红花绿叶         |                                                                                      |
| 2022 | He Shuheng                                                | 何叔衡           |                                                                                      |